# Manderlay
Manderlay és una pel·lícula dramàtica de l'any 2005 del director de cinema danès Lars von Trier. És la segona part de la trilogia "USA: Land of Opportunity", la primera part de la qual és Dogville. La tercera pel·lícula, que de moment està ajornada indefinidament, es titularà Washington.
En principi aquesta pel·lícula havia d'estar protagonitzada per l'actriu Nicole Kidman, com la primera part de la trilogia, però al juny de 2003 es va retirar del projecte perquè li coincidia amb la gravació d'una altra pel·lícula. La va substituir Bryce Dallas Howard.

## Argument
Grace i el seu grup de gàngsters arriben davant la plantació de Manderlay on l'esclavisme no ha estat abolit. Rebel, Grace decideix utilitzar el poder de persuasió dels gàngsters del seu pare per fer comprendre a tots l'horror de l'esclavitud.

## La història
Grace ha sortit de Dogville amb el seu pare i el seu grup de gàngsters. Travessen els Estats Units però s'aturen davant la plantació per una dona negra que demana ajuda, ja que un dels seus companys rebrà cops de fuet. Grace s'adona que en aquesta plantació, l'esclavisme no ha estat abolit. Rebel, impedeix els cops de fuet i anuncia als propietaris que alliberarà els esclaus. La vella propietària Mam mor sota els ulls de Grace. Aquesta aconsegueix convèncer el seu pare de deixar-li alguns homes. Per fer comprendre a tots com haurien de viure, decideix fer invertir els papers. Els negres seran d'ara endavant els propietaris i els blancs els esclaus. Però, els antics esclaus guarden els seus nombrosos antics costums i es va treballar amb dificultats. Falta de poc perquè la plantació de cotó no es reculli a temps. Després d'haver destruït els arbres del jardí de Mam per poder fer reparacions i noves construccions, la plantació és destrossada per una tempesta de sorra. Les futures collites són en part qüestionades i els dos terços de les reserves d'aliments són devastats.
La fam fa llavors estralls. Grace, durant aquest temps, comença a desenvolupar fantasmes sexuals envers els nois negres i vigorosos i, en particular, Timothy, considerat com un Proud Níger , un Munsi . La collita es fa finalment, el cotó és molt blanc i molt resistent. En treuen un bon preu. Els diners són portats a la plantació i Grace decideix llavors deixar marxar els gàngsters.
Considera que tothom ho ha comprès. En el sopar que segueix, cedeix als encants de Timothy. Però al matí, s'adona que ha esclatat una baralla, un negre ha estat mort, els blancs han fugit. S'assabenta que els diners han estat robats. Un estafador porta el 80% d'aquests diners que ha guanyat contra Timothy al pòquer. És doncs ell el lladre. A més, descobreix que una gran part dels antics esclaus sabien que havia tingut lloc l'abolició, però havien preferit quedar-se en el seu antic estat per por de no ser acceptats per la societat. Descobreix fins i tot que és l'avi dels esclaus qui ha escrit les lleis que regien la plantació. Els negres decideixen llavors de tornar al seu antic estat i imposen a Grace reemplaçar Mam. Grace fingeix acceptar per intentar fugir, però fueteja Timothy. Esdevé així com la vella Mam. El seu pare ve a buscar-la i fuig de nou a través dels Estats Units.

## Repartiment
- Bryce Dallas Howard: Grace Margaret Mulligan
- Willem Dafoe: pare de Grace
- Danny Glover: Wilhelm
- Lauren Bacall: Mam
- Jean-Marc Barr: Mr. Robinson
- Udo Kier: Mr. Kirspe
- Isaach de Bankolé: Timothy
- Jeremy Davies: Niels
- Chloë Sevigny: Philomena
- Željko Ivanek: Dr. Hector

## Anàlisi de la pel·lícula
Una crítica de l'esclavitud
La pel·lícula Manderlay  crítica bastant obertament l'esclavisme als Estats Units. A més, denuncia el racisme i tot el que ha seguit a l'abolició de l'esclavitud.
La crítica és visible des del començament de la pel·lícula: Grace arriba a un poble on l'esclavitud no s'ha abolit, una família blanca explota negres i els fa sofrir humiliacions (Timothy serà pegat). Tot l'esforç de Grace en el transcurs de la pel·lícula apunta a restablir la igualtat. Està indignada per l'estil de vida dels negres i de la llei que troba atroç escrita a «The Mam's law». Tanmateix, el final de la pel·lícula i els crèdits exposen millor el punt del vista del realitzador: imatges d'exaccions sobre negres americans datant del segle xx (doncs posterior a l'abolició de l'esclavitud) sobre fons d'una música de David Bowie. Es troba aquí la ironia pròpia de Lars von Trier. Comença amb les imatges clàssiques reunions del Ku Klux Klan o dels penjaments dels anys 50 per acabar per un primer pla sobre el World Trade Center encara dempeus seeguit d'imatges de soldats negres americans a l'Iraq.
Aquests crèdits ens porten a preguntar-nos sobre el que denuncia realment Lars Von Trier. L'únic verdader personatge antiesclavista de la pel·lícula és Grace. Ara bé no es pot dubtar de la ironia flagrant del narrador de cara a l'heroïna. Predica d'un costat la no-violence i li xoquen els cops que rebrà Timoty o inclús dels cops que dona una mare als seus fills, però d'un altre costat, és al capdavant d'una tropa de gàngsters. Imposa per la força les noves lleis de Manderlay no només als blancs sinó també als negres (són conduïts sota l'amenaça de les armes a les primeres reunions). Finalment, al final de la pel·lícula, fins i tot fugint del paper de Mam, el pren malgrat ella fuetejant Timothy encoleritzada. La ironia és tanmateix encara més flagrant a la tot fi de la pel·lícula quan Grace fuig. Passa llavors al costat del cos penjat del marit esclau que ha fugit de la violència de la seva dona al començament de la pel·lícula. El narrador havia explicat llavors que l'home anava cap a una «mà generosa» estesa per una dona blanca. Els punts comuns entre aquesta dona i Grace havien estat posats en relleu pel narrador: dues dones blanques volent «ajudar» els negres, envoltada de molts homes. Es comprèn al final de la pel·lícula que l'home ha estat matat per aquesta dona o pels homes que l'acompanyaven, sens dubte per raons racistes. Ara bé, Grace és tan diferent d'aquesta dona? El paral·lelisme del començament és reforçat finalment quan el narrador explica el punt de vista de Grace. Aquesta última culpa dels negres de voler continuar sent esclaus i de no veure la «mà estesa» dels blancs...
A més a més, els esclaus no són antiesclavistes. Un s'assabenta en efecte al final de la pel·lícula que és el vell esclau el que ha escrit «The Mam's Law». El que sembla a Grace una llei humiliant i opriment és per a ell la regla ideal per a Manderlay. És feta per a ells, en funció del seu caràcter (són classificats per categories), els assegura una teulada i els protegeix de la misèria i de la fam. Els treu un dels més grans pesos de la vida, la tria. No són responsables dels seus problemes, tota la seva desgràcia ve de la llei. Només alguns estan, en efecte, assabentats que és el vell esclau qui l'ha escrit. Però sabent-ho, els esclaus voten la tornada a la «Mam's Law» al final de la pel·lícula. La seva explicació: l'Amèrica blanca no està a punt per acollir els negres alliberats; la llibertat que els espera no els ofereix la mateixa comoditat que la seva esclavitud.